# Kévin Van Melsen
Kévin Van Melsen (Verviers, Bélgica, 1 de abril de 1987) es un ciclista belga que se retiró en 2022 después de catorce años en la estructura del equipo Intermarché-Wanty-Gobert Matériaux.

## Palmarés
- No consiguió ninguna victoria como profesional.

## Resultados en Grandes Vueltas
| Carrera | Carrera         | 2007 | 2008 | 2009 | 2010 | 2011 | 2012 | 2013 | 2014 | 2015 | 2016 | 2017 | 2018 | 2019  | 2020 | 2021  | 2022 |
| ------- | --------------- | ---- | ---- | ---- | ---- | ---- | ---- | ---- | ---- | ---- | ---- | ---- | ---- | ----- | ---- | ----- | ---- |
|         | Giro de Italia  | —    | —    | —    | —    | —    | —    | —    | —    | —    | —    | —    | —    | —     | —    | —     | —    |
|         | Tour de Francia | —    | —    | —    | —    | —    | —    | —    | —    | —    | —    | —    | —    | 138.º | —    | —     | —    |
|         | Vuelta a España | —    | —    | —    | —    | —    | —    | —    | —    | —    | —    | —    | —    | —     | —    | 126.º | —    |

—: no participa

Ab.: abandono

## Equipos
- Pôle Continental Wallon (2007-2008)
  - Pôle Continental Wallon-Bergasol-Euro Millions (2007)
  - Lotto-Bodysol-Pôle Continental Wallon (2008)
- Vérandas Willems/Accent Jobs/Wanty (2009-2022)
  - Willems Veranda´s (2009)
  - Veranda´s Willems (2010)
  - Veranda´s Willems-Accent (2011)
  - Accent Jobs-Willems Veranda's (2012)
  - Accent Jobs-Wanty (2013)
  - Wanty-Groupe Gobert (2014-2018)
  - Wanty-Gobert Cycling Team (2019)
  - Circus-Wanty Gobert (2020)
  - Intermarché-Wanty-Gobert Matériaux (2021-2022)